# Macristis
Macristis (лат.) — род чешуекрылых из подсемейства совок-пядениц.

## Описание
Усики самцов двусторонне гребенчатые. Щупики прямые, в четыре раза длиннее головы. Ноги в гладких чешуйках. Размах крыльев 15—16 мм. Костальная жилка крыла на вершине выгнута. Вершина крыла острая.

## Классификация
Род объединяет четыре вида:
- Macristis bilinealis (Barnes & McDunnough, 1912)
- Macristis geminipunctalis Schaus, 1916
- Macristis pharosalis Schaus, 1916
- Macristis schausi Barnes and Benjamin, 1924

## Распространение
Представители рода встречаются США (Калифорния, Флориде и Техас), Мексике, на Кубе и в Бразилии.